# 德魯·史托倫
德魯·史托倫（英語：Drew Patrick Storen，1987年8月11日—）出生於印地安那州的布朗斯堡（Brownsburg），現為美國職棒大聯盟的終結者。

## 早期生活
史托倫在高校球員時期，共拿下30勝和1.55防禦率的成績。在他2005年就讀高二的時候，他還曾拿下9連勝的成績。在2007年大聯盟選秀會中，他於第34輪第1050名被紐約洋基選中，不過他沒有和洋基簽下合約，而是選擇就讀大學。
在斯坦福大學（Stanford University）2年的球季裡，史托倫繳出12勝4敗、3.64防禦率的成績，並有15次的救援成功。在這99局的投球局數裡，他被打87支安打、23次的保送、119次的三振、失分43分和40分的責失。
在經歷過大學兩年的生活以後，史托倫於2009年6月9日的大聯盟選秀會中，於第1輪第10名被華盛頓國民選中，於隔天10日雙方簽下合約。

## 職業生涯
2010年5月17日，史托倫被球隊升上大聯盟，他面對的第一個打者為麥特·哈勒戴，最後他投出三振解決哈勒戴。5月23日，他擊出大聯盟生涯的第1支安打。8月6日，他拿下大聯盟的第1個救援成功。2010年他成為球隊的終結者。
2016年1月9日，國民隊用後援投手史托倫與藍鳥隊交易換來外野手Ben Revere，強化了外野戰力。
2017年1月3日，史托倫與紅人簽下1年合約，Storen今年年薪300萬美元，另外有多達500萬美元的激勵獎金。

## 外部連結
- 球員資訊和成績在MLB ，ESPN ，Retrosheet ，Baseball Reference ，Baseball Reference (Minors) ，Fangraphs ，The Baseball Cube （英文）